# Šume (Ivanjica)
Pour les articles homonymes, voir Šume.
Šume (en serbe cyrillique : Шуме) est une localité de Serbie située dans la municipalité d’Ivanjica, district de Moravica. Au recensement de 2011, elle comptait 1 241 habitants.
Šume, officiellement classé parmi les villages de Serbie, est situé sur les bords de la Golijska Moravica.

## Démographie

### Évolution historique de la population
| 1948 | 1953 | 1961 | 1971 | 1981  | 1991  | 2002  | 2011  |
| ---- | ---- | ---- | ---- | ----- | ----- | ----- | ----- |
| 575  | 637  | 666  | 771  | 1 015 | 1 234 | 1 284 | 1 241 |

|  |